# 李鹤捧
李鹤捧（：／，1938年5月15日—2014年5月24日），是韓國軍人和政治人物。

## 生平
李鶴捧1938年5月15日出生在慶尚南道釜山市，在慶尚北道星州郡和全羅北道全州市及井邑市度過童年。1943年回到釜山市，就讀于明知小學、大同中學和慶南高中。經過陸軍軍官學校（第18期）和陸軍步兵學校，畢業於陸軍大學和國防大學。
李鶴捧在1979年雙十二政變時調查了鄭昇和，1980年5月擔任陸軍保安司對共處長，總指揮了對5·17軍事政變時政治人物和學生的逮捕調查。當時他命令緊急戒嚴擴大到全國。1997年4月，在12.12 5.18案的審判中被判處8年監禁，但次年被赦免。
2014年5月24日死於肺癌。